# IC 3058
IC 3058 — галактика типу P (особлива галактика) у сузір'ї Волосся Вероніки.
Цей об'єкт міститься в оригінальній редакції індексного каталогу.